# 페넬로피 (2008년 영화)
페넬로피(Penelope)는 2008년 5월 15일 미국에서 개봉한 코미디 영화로 영국에서도 동시 개봉했다. 마크 팔란스키가 감독했으며 크리스티나 리치, 제임스 맥어보이, 리즈 위더스푼 등이 영화에 참여했다. 대한민국에서는 CJ가 배급했으며 12세 이상 관람가이다.

## 배우
- 크리스티나 리치 : 페넬로피 역
- 제임스 맥어보이 : 맥스 역
- 캐서린 오하라 : 제시카 역
- 리즈 위더스푼 : 애니 역
- 피터 딘클리지 : 레몬 역
- 리처드 E. 그랜트 : 프랭클린 역
- 시몬 우즈 : 에드워드 밴더맨 3세
- 로니 안코다 : 완다 역

## 제작
영화 제작은 2006년 런던에서 시작됐으며 모든 영화 촬영이 영국에서 이뤄졌다. 2006 토론토국제영화제에서 주요 영화로 조명받기도 했다. 각본은 레슬리 카베니가 썼으며 각본은 마릴린 카예가 맡았다.
영화 완성이 됐음에도 불구하고 1년간 개봉이 지연됐다.. 처음에는 와인 스타인사(Weinstein Company)와 IFC 영화사에서 배급권을 매입했으나 결국에는 다시 소유권을 포기하면서 영화의 개봉이 지연된 것이다. 결국에는 서밋 사가 미국 내 배급권을 매입했다.

## 평가
비평가들의 여러 반응을 받았으며 2008년 2월 29일 부로 Rotten Tomatoes는 53%의 네티즌이 긍정적인 평가를 냈다고 발표했다. 반면에 메타크리틱에서는 전체 점수가 48점 정도였다면서 상반되는 모습을 보였다.

## DVD 발매
2008년 7월 15일 미국에서 DVD로 발매됐으며 디럭스 판으로 구성되어 5.1 서라운드 트랙과 영어 돌비 디지털 방식으로 구성됐다. 함께 2008년 영화 트와잇라잇의 장면을 미리 소개하기도 했다.

## 흥행
처음으로는 2006년 9월 8일 토론토영화제에서 처음 공개된 후에 2007년 5월 칸느 영화제에서 소개 됐다. 8월에는 러시아, 우크라이나에서 상영됐으며 영국에는 2008년 2월 1일에 개봉했다. 미국과 캐나다에서는 2008년 2월 29일에 개봉했다.
2008년 4월 27일부로 페넬로피는 1850만 달러를 벌어들이며 영국, 아일랜드, 몰타에서만 6백 50만 달러의 흥행 성적을 거뒀다.
미국에서는 전체 8곳에서 개봉하여 개봉 첫 주 만에 4백만 달러의 성과를 거뒀다.